# 大嘴文鸟
大嘴文鸟（学名：Lonchura grandis），是梅花雀科文鸟属的一种，分布于印度尼西亚和巴布亚新几内亚。该物种的保护状况被评为无危。
大嘴文鸟的平均体重约为13.5克。栖息地包括湿地、亚热带或热带的（低地）干草原、耕地和牧草地。